# The Flying Deuces
The Flying Deuces, dat ook als Flying Aces bekend is, is een komische film van Laurel en Hardy uit 1939.

## Verhaal
Laurel en Hardy zijn in Parijs op vakantie. Oliver wordt verliefd op de dochter (Georgette) van de hotelbaas, maar wanneer hij haar vraagt om te trouwen wijst ze hem af omdat ze al een man heeft (Francois). Oliver ziet nog maar één optie; zichzelf verdrinken in de rivier de Seine. Daar moet Stan hem mee helpen en ook zijn lot delen door eveneens in Seine te springen. Net op het moment dat ze willen springen, komt er iemand langs van het Frans Vreemdelingenlegioen. Hij vertelt Laurel en Hardy dat je daar alles vergeet. Om Georgette te vergeten, gaan Stan en Ollie bij het vreemdelingenlegioen, waar ze er een enorme puinhoop van maken.

## Rolverdeling
| Acteur            | Personage  |
| ----------------- | ---------- |
| Stan Laurel       | Stan       |
| Oliver Hardy      | Ollie      |
| Jean Parker       | Georgette  |
| Reginald Gardiner | Francois   |
| Charles Middleton | Commandant |
| Jean Del Val      | Sergeant   |
| Clem Wilenchick   | Corporal   |
| James Finlayson   | Jailor     |